# Republiek Biafra
De Republiek Biafra was van 30 mei 1967 tot 15 januari 1970 een de facto onafhankelijke staat in Nigeria, in en rond de Nigerdelta, aan de oostelijke grens met Kameroen en grenzend aan de toen geheten Baai van Biafra.

## Geschiedenis

Kaart van Biafra (lichtgeel)

In 1966 waren de Igbo, een uit Zuidoost-Nigeria afkomstige christelijke bevolkingsgroep, uit het noorden naar hun stamland terug gevlucht na slachtpartijen waarbij duizenden onder hen waren vermoord. Achtergrond van de pogroms was een tribale machtsstrijd tussen politieke elites. De islamitische Noord-Nigerianen stelden dat zij bang waren voor overheersing van de federale staat door Igbo-politici. Toen de Oost-Nigeriaanse Igbo-gouverneur Chukwuemeka Ojukwu (1933-2011) van de centrale regering onvoldoende garanties kreeg ter
bescherming van zijn volk, kondigde hij op 30 mei 1967 eenzijdig de secessie van zijn gebied af en de nieuwe Republiek Biafra was hiermee een feit. De reactie van de federale militaire regering was niet mild: generaal-majoor Yakubu Gowon kondigde de algemene mobilisatie af, liet de oostelijke havens blokkeren en dreigde met zware economische sancties. Daarop brak een bloedige strijd uit, die twee en een half jaar later, nadat bemiddelingspogingen hadden gefaald, door capitulatie van Biafra beëindigd zou worden. Circa een half à twee miljoen Biafranen zijn in moordpartijen en van ontbering omgekomen. Biafranen en hun nageslacht bestempelen de gebeurtenissen als genocide door de toenmalige Nigeriaanse regering, ook al wordt dat niet internationaal erkend. Bij de wederopbouw van Oost-Nigeria werden de Igbo op de achtergrond gehouden.
Een van de oorzaken waardoor de Igbo de oorlog verloren was dat andere volken in Zuidoost-Nigeria, zoals de Ijaw en Ibibio, bevreesd waren voor overheersing door de Igbo. Zij kozen daarom voor het grootste deel partij voor de centrale regering van Nigeria, die hierdoor Igbo-land gemakkelijk van de zee kon afsnijden door zeeblokkades en de voornaamste aardoliegebieden kon bezetten.

## Presidenten van Biafra
- 1967-1970: Luitenant-kolonel Chukwuemeka Odumegwu Ojukwu
- 8-12 januari 1970: Kolonel Philip Effiong